# Dan Voiculescu
Dan Voiculescu (Bucarest, 25 settembre 1946) è un politico e imprenditore rumeno.
Fondatore del Partito Conservatore Rumeno, è uno degli uomini più ricchi in Romania, con un patrimonio stimato tra 1,5 e 1,6 miliardi di euro.

## Condanna penale
L'8 agosto 2014, i giudici del Tribunale di ricorso Camelia Bogdan e Alexandru Mihalcea, hanno condannato Dan Voiculescu nel caso della privatizzazione ICA (Istituto di Ricerca degli Alimenti), a 10 anni di carcere; Gheorghe Mencinicopschi, ex direttore della ICA (Istituto di Ricerca degli Alimenti), a otto anni, e l'ex ministro Sorin Pantis a sette anni di carcere.
Il danno stimato per lo Stato romeno ad opera di Dan Voiculescu è di 60 milioni di euro.